# Генеральський дім (Чернівці)
«Генера́льський дім» — перша кам'яниця Чернівців. 

## Історія
1774-го р. Габсбурзька монархія анексувала західну частину Буковини, й утворила Дистрикт Буковина з адміністративним центром у Чернівцях. На той момент у місті не було жодного мурованого будинку. Всі споруди були дерев'яними під солом'яними стріхами. 
Перші чотири роки жодних змін в архітектуру міста не принесли. Навіть резиденція першого керівника Військової адміністрації генерала Сплені була з дерева. Наступний керівник Дистрикту Буковина барон Карл фон Енценберг у своїй першій доповідній зазначав:
|  | ...відомо, що Чернівці щільно забудовані та виключно з самого дерева, до того ж переважно бідненько... |

1780-го р. військові зводять перший кам'яний будинок у місті, у якому, поряд з резиденцією керівника Військової адміністрації краю генерала Енценберга, розмістили й місцевий суд. З 1786 року «Генеральський дім» служив вже цивільній адміністрації краю як адміністративний будинок Буковинської окружної управи. Пізніше, коли Буковина стала окремим коронним краєм (1849), а Буковинський крайовий уряд перемістився у нове приміщення, у «Генеральському домі» знаходився крайовий суд.
У 1823 році, в Чернівцях відбулася офіційна зустріч цісаря Франца I з російським імператором Олександром I, який протягом п'яти діб перебування в місті проживав у «Генеральському домі».
Від свого «народження» споруда постійно приростала різними прибудовами. Зокрема, у ХІХ ст. існувала арка (знесена у 1880-х), що з'єднувала «Генеральський дім» з іншими адміністративними будівлями, розташованими на іншій стороні сучасної вул. Шкільної. 
Споруда, разом з усім кварталом, постраждала під час великої пожежі (1866).

## Опис
Архітектура будинку має риси спрощеного класицизму. Головний фасад симетричний, із ризалітом по центру. Вісь симетрії підкреслена балконом та арковим проїздом.
Сьогодні споруда дещо видозмінена сучасними елементами. Водночас, на думку спеціалістів, у разі проведення належних реставраційних робіт «Генеральський дім» має всі шанси стати в один ряд з іншими архітектурними перлинами Чернівців.

## Галерея

гравюра 1900 р.
світлина поч. ХІХ ст.
світлина поч. ХХ ст.
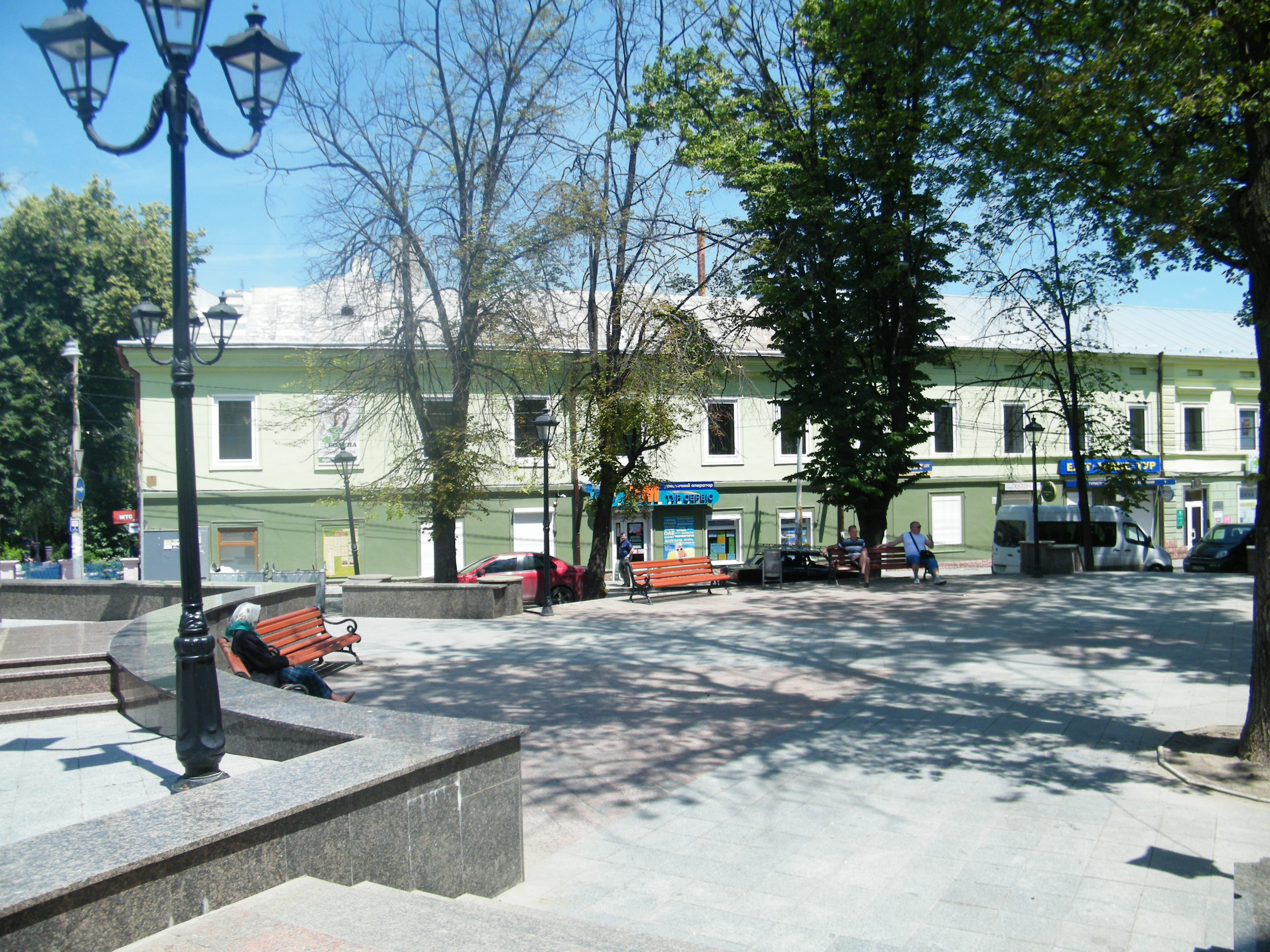
світлина поч. ХХІ ст.